# ナポリオニ・ボラザ
ナポリオニ・ボラザ（Napolioni Bolaca、1996年11月20日 - ）は、スーパーラグビーフィジアン・ドゥルアに所属するラグビーユニオン選手。

## プロフィール
- フィジー・ラウワキ出身[1]。
- ポジションはウィング(WTB)。
- 身長 178cm、体重 90kg

## 略歴
2021年、東京五輪の7人制フィジー代表に選ばれて金メダル獲得。同年9月、フィジアン・ドゥルアに加入。